# Charles Austen
Pour les articles homonymes, voir Austen.
Charles John Austen (1779 – 7 octobre 1852) est un officier de la Royal Navy, qui servit pendant les guerres de la Révolution française, les guerres napoléoniennes et au-delà, parvenant au grade de contre-amiral (rear-admiral) en 1846. Il est le frère de la romancière de langue anglaise Jane Austen.

## Famille
Frère de Jane Austen, Charles Austen est le benjamin des huit enfants de George et Cassandra Austen. Il fit carrière dans la Royal Navy, comme son frère, Francis Austen, qui y accomplit une très brillante carrière, puisqu'il devient « Amiral de la Flotte » (« amiral cinq étoiles »), bénéficiant de promotions rapides dues peut-être à l'appui de Warren Hastings, proche de la famille et en particulier de Philadelphia Hancock, la tante paternelle de Jane Austen. Charles, cependant, le « petit frère », eut une carrière moins brillante. Posté aux Bermudes en 1804, il doit se contenter de patrouiller le long des côtes américaines pour capturer les déserteurs et s'opposer au trafic d'esclaves entre les Antilles et les États-Unis.
Il rencontre et épousa Fanny Palmer aux Bermudes en 1806, rentre en Angleterre avec elle en 1811 avec leurs deux filles. Elle meurt à 24 ans en 1814, suivant de peu la mort de son quatrième enfant, à trois semaines. Il épouse ensuite Harriet, sa sœur aînée qui avait pris en charge ses trois nièces. Ils auront deux fils et une fille. Mis en demi-solde en 1816 (il a perdu son navire le Phénix), il devient garde-côte mais, n'ayant pas perdu le goût de la mer, il réussit à reprendre un service actif en 1826. Il est envoyé en Jamaïque pour participer à la lutte contre la traite négrière clandestine.
Nommé contre-amiral (rear-admiral) en 1846, il commande en 1850 la base navale des Indes et de Chine. Il participe à la guerre contre la Birmanie. Il meurt d'une attaque de choléra en 1852.
D'un caractère aimable et courtois, moins rigide que Frank, il a pu servir de modèle à William Price de Mansfield Park et Frederick Wentworth, de Persuasion.
La fille aînée de Charles, Cassy (« Cassandra ») Esten, née le 22 décembre 1808, était, à l'époque de la publication de A Memoir of Jane Austen, la détentrice du seul portrait existant de Jane Austen qui ait été réalisé du vivant de la romancière. Ce portrait, « légère aquarelle » (slight watercolour), avait été effectué par Cassandra Austen, la sœur de Jane, aux alentours de 1810. Considéré par Anna Austen, l'une des nièces de Jane Austen, comme hideously unlike [her] (« horriblement peu ressemblant »), il a servi de point de départ à James Andrews de Maidehead pour exécuter une aquarelle plus acceptable, publiée sous forme de gravure dans A Memoir of Jane Austen en 1870.